# Stanisław Kulesza (żołnierz)
Stanisław Kulesza (ur. 1898 w Kadłubie, zm. 21 lipca 1920 pod Czartoryskiem lub Nowosiółkami) – plutonowy Wojska Polskiego, uczestnik wojny polsko-bolszewickiej kawaler Orderu Virtuti Militari.

## Życiorys
Urodził się w 1898 w Kadłubie w rodzinie Mateusza i Zofii z Głuchów.
Żołnierz w 27 pułku piechoty, poległ 21 lipca 1920 pod Czartoryskiem lub pod
Nowosiółkami na Wołyniu. Odznaczony pośmiertnie Krzyżem Srebrnym Orderu Virtuti Militari

## Ordery i odznaczenia
- Krzyż Srebrny Orderu Virtuti Militari nr 1264[1][2]